# Legenda (film 1975)
Legenda – polski krótkometrażowy film dokumentalny z 1975 roku, w reżyserii Krzysztofa Kieślowskiego.